# Frankliniella andrei
Frankliniella andrei är en insektsart som beskrevs av Dudley Moulton 1936. Frankliniella andrei ingår i släktet Frankliniella och familjen smaltripsar. Inga underarter finns listade i Catalogue of Life.